# 牧野剛
牧野 剛（まきの つよし、1945年9月24日 - 2016年5月20日）は、日本の予備校講師・教員。政治運動家。
河合塾・文理学院（旧河合塾文理、現・河合塾仙台校）国語科講師（現代文・小論文）。元養護学校教諭、元高等学校教諭。

## 生涯
岐阜県恵那市生まれ。岐阜県立恵那高等学校、名古屋大学文学部国史科卒業。名古屋大学では、社会主義学生同盟マルクス主義戦線派として活動。マル戦派離脱後も一貫してノンセクトの立場で運動を展開した。
1984年の大学共通一次試験国語現代文問題と同じ出典の文章（藤田省三 『精神史的考察』）を直前の河合塾全統模試で出題し、「問題を的中させた」として一躍大学受験界の寵児となった。河合塾では、他にも成績の低い学生のためのベーシックコースや大検コースである「コスモ」などの創設を提案し、実現させた。1987年に、河合塾の研究機関である河合文化教育研究所に、作家の小田実を招いたのも彼の尽力による。また1994年4月には同研究所に、精神医学の木村敏、哲学の廣松渉、フランス18世紀研究の中川久定、東洋史の谷川道雄の4人を同時に主任研究員として招いたのも、彼の提案によるといわれている。
1996年には、日本を越えて東アジアを含む視野の中で教育問題や入試問題を考えようと、「日・中・韓の大学入試統一試験を社会的・文化的に比較分析する」という東アジア3国の入試を考えるプロジェクトを発案し、河合塾、増進会出版社、河合文化教育研究所の主催で、3国にわたる衛星シンポジウムを実現させた。
2010年には、「わたしが選んだこの1冊」という冊子の発行を提案し、2016年まで発行されている。これは河合塾の講師と河合文化教育研究所の主任研究員が自らの人生を変えた読書について若い人向けに語ったもので、河合塾研究開発本部より毎年6万部を超える部数で発行されているが、河合塾内だけでなく高校でも読まれている（2017年も発行予定）
参議院愛知県選挙区再選挙、愛知県知事選挙、名古屋市長選挙などに立候補している。立候補する際は、本人の講義内で述べるところによると、所属先の河合塾に対しては、他の立候補者と議論することが目的であり落選を前提としていることを示唆し、それゆえ河合塾からも辞職や退職の話題もなく、静観されているという（選挙結果は、全て落選）。政治家への野心は無いが、1988年に予定されていた名古屋オリンピックへの招致反対運動にも参加するなど、政治の誤りを正す運動や政治を行う者への直接的な議論を求めるなど、政治的な興味を持った活動をすることで知られていた。
2003年、石川県金沢市に大学受験予備校『翔学舎』を設立。校長を務めた。2004年3月23日放送のテレビ東京『日経スペシャル ガイアの夜明け』で取り上げられ、「自らものを考えることの出来る若者を育てる」との想いが紹介された。
晩年まで河合塾名駅校等で教鞭を執っていた。1980年代には、牧野の授業に定員の6倍を超す生徒が集まったこともある。アイデアマンとしても知られ、講師の研究費制度や受験生用の貸切新幹線など、河合塾の黎明期を支えたシステムの多くが牧野の提案から生まれた。
河合塾コスモコースではパーソナルゼミの一つを受け持っていたが、2011年に脳梗塞を発症し、体調の悪化のため2012年度より名古屋コスモから外れた。
2016年5月20日、誤嚥性肺炎のため死去。70歳没。

## 人物
- 『30年後の「大学解体」』では、全共闘「原人」と評された。
- 新右翼「一水会」の鈴木邦男は講師仲間で、「左右討論」などの塾内企画を共同で行うほどの仲であり、選挙では応援演説も受けるなど柔軟な姿勢も見せていた。
- 国会議員の辻元清美は教え子であり、さまざまな影響を与えたという。
- 定年退職後はこれまでの講師経験を活かし、「予備校文化」についての研究を発表したいと語っていた。

## テレビ番組
- 日経スペシャル ガイアの夜明け ニッポンの知を問う 4 塾パワーが子供を変える（2004年3月23日、テレビ東京）[6]。

## 著書
- 『予備校にあう』（1986年10月1日、風媒社）ISBN 4-8331-0921-2
  - 『予備校にあう 新版』（1999年5月10日、風媒社）ISBN 9784833109536
- 『国境を越えて 東欧民主化とEC統合の若者への旅』（共著者:鎌田慧）（1991年9月23日、河合出版）ISBN 9784879990686
- 『現代文と格闘する』（共著者:竹国友康 前中昭）（1995年9月14日、河合出版）ISBN 978-4877250577
  - 『現代文と格闘する 改訂版』（共著者:竹国友康 前中昭）（2006年2月7日、河合出版）ISBN 978-4777203147
  - 『現代文と格闘する 三訂版』（共著者:竹国友康 前中昭）（2016年6月1日、河合出版）ISBN 9784777217854
- 『浪人しないで何が人生だ！「成功する浪人生活」の過ごし方』（1996年3月1日、学習研究社）ISBN 9784053003812
- 『されど予備校 予備校から“世界"を覗る』（1999年4月15日、風媒社）ISBN 9784833109529
- 『河合塾マキノ流！国語トレーニング』（2002年9月24日、講談社 現代新書）ISBN 9784061496262
- 『30年後の「大学解体」』（2002年12月1日、ウェイツ）ISBN 9784901391283
- 『ことばはちからダ！現代文キーワード』（共著者:前島良雄 三浦武）（2004年6月8日、河合出版）ISBN 9784877256111
- 『孤立を恐れるな！もう一つの「一七歳」論 もう一つの「17歳」論』（共著者:石川憲彦 山登敬之 藤井誠二 三上治、編者:高岡健）（2006年2月10日、批評社）ISBN 9784826503327
- 『現代文と格闘する』共著　竹国友康、前中昭（河合出版、2006年改訂版）
- 『偏差値崩壊 本当の学力を見失う偏差値（くらべっこ）の呪い』（2009年2月3日、PHP研究所）ISBN 9784569694085
- 『人生を変える大人の読書術 河合塾の超人気講師が教える魔法の読書スタイル』（2009年3月25日、メディアックス）ISBN 9784862016195
- 『原点としての恵那の子ども時代』（2016年9月1日、あるむ）ISBN 9784863331105